# Nandini
|  | Denne artikel er oprettet af botten PalnaBot ud fra en ekstern database. Den kan derfor have sproglige fejl eller mangler. Denne skabelon kan fjernes efter kontrol af indholdet. |

Nandini er en dokumentarfilm fra 2006 instrueret af Helle Ryslinge efter manuskript af Helle Ryslinge.

## Handling
I Nandini følger vi gennem en dag, fra tidlig morgen til sen aften, 2 køer: den store betragter Guldhorn og den kønne og iltre Mor, med hendes lille søn. Op ad formiddagen står den elegante Lady Di på, og desuden har vi fornøjelsen at præsentere The Special Guest Star, Sko Ko. Hvad laver en byko hele dagen? Hvor går den hen? Hvad er det med hinduismen og køerne?